# Prionyx senegalensis
Prionyx senegalensis är en biart som först beskrevs av Arnold 1951.  Prionyx senegalensis ingår i släktet Prionyx och familjen grävsteklar. Inga underarter finns listade i Catalogue of Life.